# مار و رنگین کمان
مار و رنگین کمان (به انگلیسی: The Serpent and the Rainbow) یک فیلم ترسناک و فانتزی آمریکایی محصول سال ۱۹۸۸ به کارگردانی وس کریون با بازی بیل پولمن، کتی تایسن و پل وینفیلد است.

## داستان
در دوران ناآرامی‌های اجتماعی و سیاسی در کشور هائیتی (پس از افول سلسله پادشاهی دووالیه) «دنیس آلن» (بیل پولمن) مردم‌شناسی است که به آنجا سفر کرده تا در مورد یک پودر جادویی آئین «وودو» تحقیق کند. بر اساس شنیده‌های او جادوگرانان «وودو» از این پودر برای تبدیل آدم‌ها به زامبی‌های زنده استفاده می‌کنند. دنیس به کمک جادوگری به نام «لوئیس موزارت» (برنت جنینگز) و محقق دیگری «ماریله دوشامپ» (کتی تایسون) تکه‌های این معمای مرگبار را در کنار یکدیگر قرار می‌دهند. اما در حالی که دنیس و یارانش مشغول پرده برداشتن از اسرار این پودر مرموز هستند، مقامات دولت هائیتی تحقیقات او را تهدیدی بالقوه می‌دانند. به این ترتیب، دنیس باید هرچه زودتر برای نجات جانش از مهلکه بگریزد.